# 大乘教 (北魏)
大乘教，是北魏政權轄下冀州地區僧人法庆在當地以宗教名義聚眾叛亂之名號。

## 名稱及其他大乘教
法慶自号大乘，故其领导之民变组织被称为大乘教。
北魏大乘教与明朝大乘教并无直接联系，但北魏大乘教導致了彌勒教的產生，彌勒教在元末正式融入白蓮教；明朝之大乘教最终也融入白蓮教。中國民間對彌勒佛的崇拜和以其為名義的民變自南北朝後間斷發生，因此，明朝大乘教和雞足山大乘教在某種意義上可被認為與北魏大乘教有關聯。

## 發展過程
在北魏政權所轄地區，佛教十分流行，但僧人之間政治经济地位差異懸殊。孝文帝即位后，佛教派系斗争日益明显地表现为社会阶级斗争。政權領導者有时支持某些僧侣讲道说法，又严禁另一些僧侣聚徒传教；同時，部分僧侣颂扬「明君有道」，另一些僧侣却公開破壞寺院和經卷並聚眾進行武裝叛亂。延兴三年（473年）沙门慧隐反叛當局。太和五年（481年）沙门法秀于平城举事，参加者有官僚大族，但更多參與者是平民和奴隶。太和十四年（490年），沙门司马惠御自称圣王，起兵攻佔平原郡。延昌三年（514年），沙门刘僧绍起兵于幽州，自称净居国明法王。这些事變往往是宗教异端，總是遭北魏政權残酷镇压。在刘僧绍起兵失败后一年，爆发了规模更大的大乘教民变。
延昌四年（515年）六月，冀州（今河北冀县）沙门法庆、惠晖在勃海人李归伯支持下，率領當地群眾于武邑郡阜城舉事。法慶稱李归伯为十住菩萨、平魔军司、定汉王，並自号大乘，自稱“新佛”，並創造所謂“大乘佛”之概念；所謂「新佛」是引用佛經（參看《彌勒下生經》）“彌勒下生成佛”論述，「彌勒佛取代釋迦牟尼佛下凡救世」等思想同時出現，也同時違反佛教之戒殺原則，力倡「殺人作亂」，認為殺一人者為一住菩薩，殺十人者為十住菩薩，並四處破壞寺院、斬殺僧人、焚燒佛教經卷和雕像，又製造會使服用者神智異常的藥物給人服用，促使有父子兄弟等關係者互相殘殺。 舉事群眾攻佔阜城，杀死县令，于煮枣城大败地區軍隊，斩殺乐陵太守崔伯驎，又围困勃海（今河北南皮北）並攻佔當地政府所在地。舉事群眾規模同時快速擴大至五萬多人。延昌四年九月十四日，舉事群眾被北魏政權擊敗，領導者被捕捉並殺死，群眾亦遭屠殺，也有僥倖逃脫者越過漳水進入瀛州。熙平二年（517年）正月，又有殘餘群眾突然進入瀛州政府所在地趙都軍城焚燒政府建築，但最終遭鎮壓。
大乘教起義延续近两年，地區包括冀州、瀛州之武邑、勃海、长乐、武垣四郡，是北魏时期與宗教相關民變中规模最大者。此後，以彌勒佛降臨世間為名義的民變在數百年間斷發生。